# Aleşd
Aleșd (udtale: aˈleʃd; ungarsk: Élesd, slovakisk: Alešď) er en by i distriktet Bihor i det vestlige Rumænien. Byen har 9.662 (2021) indbyggere, og administrerer tre landsbyer: Pădurea Neagră (Feketeerdő), Peștiș (Sólyomkőpestes) og Tinăud (Tinód).

## Geografi
Byen ligger i den østlige del af distriktet, tæt på grænsen til Cluj, ved foden af Apusenibjergene. Den ligger ved bredden af floden Crișul Repede, hvor Vadu Crișului - Aștileu-kanalen har forbindelse med floden. Floden Izvor løber ud i Crișul Repede nær Aleșd; floden Secătura løber ud i Izvor i landsbyen Peștiș. Aleșd ligger i den østlige del af Bihor-distriktet, ved nationalvej DN1 (Europavej E60), i en afstand af 38 km fra Oradea og 112 km fra Cluj-Napoca.

## Galleri
- Reformeret kirke
- Ortodoks kirke
- Romersk-katolsk kirke
- Græsk-katolsk kirke
- Baptist-bedehal
- Det gamle Erzsébet Hotel
- Jernbanestation